# Lijst van voetbalinterlands Bhutan - Laos
Deze lijst van voetbalinterlands is een overzicht van alle officiële voetbalinterlands tussen de nationale teams van Bhutan en Laos. De landen hebben tot nu toe een keer tegen elkaar gespeeld. De eerste ontmoeting, een vriendschappelijke wedstrijd, werd gespeeld op 25 maart 2023 in Kathmandu (Nepal).

## Wedstrijden
| № | Plaats    | Datum         | Competitie        | Wedstrijd     | Uitslag |
| - | --------- | ------------- | ----------------- | ------------- | ------- |
| 1 | Kathmandu | 25 maart 2023 | Vriendschappelijk | Bhutan − Laos | 1 − 2   |

## Samenvatting
| Competitie        | Totaal gespeeld | Winst Bhutan | Gelijk | Winst Laos | Doelsaldo Bhutan – Laos |
| ----------------- | --------------- | ------------ | ------ | ---------- | ----------------------- |
| Vriendschappelijk | 1               | 0            | 0      | 1          | 1 − 2                   |
| Totaal            | 1               | 0            | 0      | 1          | 1 − 2                   |